# Sự kiện UFO Roswell
Sự kiện UFO Roswell hay Sự kiện Roswell (tiếng Anh: Roswell incident) là biến cố xảy ra vào giữa năm 1947 khi có một quả bóng thám không của Không quân Mỹ được cho đã va chạm với một UFO và khiến nó đâm xuống một nông trại gần Roswell, New Mexico, buộc họ phải tuyên bố rằng vụ tai nạn này chính là do người ngoài hành tinh và tàu vũ trụ của họ gây ra. Về sau, sự quan tâm, tính phổ biến của vụ việc trở nên lan rộng. Ban đầu, quân đội Mỹ cho biết vụ tai nạn này chỉ đơn thuần là một quả bóng thám không thông thường, sau đó gây tiếng vang cho đến cuối năm 1970, khi các sự kiện về UFO bắt đầu đẩy mạnh một loạt vụ việc ngày càng phức tạp và thuyết âm mưu, những lời tuyên bố cho rằng một hoặc nhiều người ngoài hành tinh và tàu vũ trụ của họ đã bị rơi, và người ngoài hành tinh bị quân đội bắt giữ vốn đang tham gia vào một bí mật che đậy được chính phủ giấu kín trước dư luận.
Trong suốt thập niên 1990, quân đội Mỹ đã xuất bản báo cáo tiết lộ cơ bản thật sự của máy bay bị rơi đó, vốn là một quả bóng thám không từ Dự án Mogul. Tuy nhiên, biến cố Roswell vẫn tiếp tục thu hút sự quan tâm của giới truyền thông, và thuyết âm mưu xoay quanh những sự kiện này vẫn tồn tại. Roswell từng được mô tả như "nơi có những vụ việc nổi tiếng nhất thế giới, hầu hết các cuộc điều tra đều có kết quả, và hầu hết các cuộc điều tra ấy là để vạch trần về sự thật của UFO.

## Sự kiện tháng 7 năm 1947
Sự kiện Roswell xảy ra giữa cơn sốt đĩa bay năm 1947. Ngày 26 tháng 6 cùng năm, giới truyền thông trên toàn quốc đã đưa tin về câu chuyện của phi công dân sự Kenneth Arnold khi tận mắt chứng kiến thứ được gọi là "Đĩa bay". Các nhà sử học sau đó sẽ ghi lại hơn 800 vụ chứng kiến "bắt chước mù quáng" được báo cáo sau khi cho đăng tải câu chuyện về Arnold.
Đêm tối thứ Bảy ngày 5 tháng 7 năm 1947, chủ trang trại W.W. "Mac" Brazel đã thực hiện một chuyến đi từ trang trại hẻo lánh của mình đến thị trấn Corona, New Mexico. Trang trại không có điện thoại và đài phát thanh, khiến Brazel không biết gì về cơn sốt đĩa bay trong mười ngày trước đó.
Kết quả là, mãi đến tối thứ Bảy, Brazel mới kết nối được mảnh vỡ mà ông tìm thấy ba tuần trước đó với đĩa bay trong bản tin. Các mảnh vỡ này – giấy thiếc, cao su và dầm gỗ mỏng – nằm rải rác trên một dặm vuông của trang trại. Brazel trước đó đã thu thập số mảnh vỡ này và vùi nó dưới một bụi cây nào đó để vứt đi.
Khi Brazel nghe những câu chuyện về những chiếc đĩa bay màu bạc vào tối thứ Bảy đó ở Corona, ông quyết định thu thập những gì mình đã tìm thấy trước đó. Chủ nhật ngày 6 tháng 7, Brazel đào mảnh vỡ và mang nó đến văn phòng cảnh sát trưởng ở Roswell vào thứ Hai ngày 7 tháng 7. Cảnh sát trưởng bèn gọi điện cho Sân bay Lục quân Roswell, nơi bàn giao vấn đề này cho Thiếu tá Jesse Marcel. Brazel đưa Marcel trở lại địa điểm có mảnh vỡ, và cả hai thu thập thêm nhiều mảnh cao su và giấy thiếc. Marcel mang đống vật liệu này về nhà vào tối thứ Hai.
Vào sáng thứ Ba, ngày 8 tháng 7, Marcel mang vật liệu đến cho chỉ huy căn cứ của mình là Đại tá William Blanchard. Blanchard đã báo cáo phát hiện này cho Tướng Roger Ramey tại Sân bay Lục quân Fort Worth (FWAAF). Tướng Ramey đã ra lệnh chuyển tài liệu đến FWAAF ngay lập tức. Marcel lên chiếc B-29 Superfortress và thực hiện chuyến bay tới FWAAF.
Ngày 8 tháng 7 năm 1947, nhân viên thông tin công khai của RAAF là Walter Haut đã phát một thông cáo báo chí nói rằng nhóm nhân viên từ Liên đoàn Tác chiến 509 trong căn cứ này đã thu hồi được một chiếc "đĩa bay" hạ cánh xuống một trang trại gần Roswell.
Nhiều thập kỷ về sau, phát thanh viên Frank Joyce của đài phát thanh Roswell nhớ lại đã liên lạc với Haut qua điện thoại để xác minh việc thả. Joyce nhớ lại: "Tôi có nói 'Walter, đừng theo đuổi câu chuyện này. Nếu cậu làm thế, cậu sẽ gặp rắc rối. Họ sẽ chuyển cậu đến Siberia." Tôi nhớ đã đề cập đến điều đó, đó là một cụm từ phổ biến trong những ngày đó".
Ngay sau khi Marcel mang tài liệu đến văn phòng của Tướng Ramey, cả Ramey và tham mưu trưởng của ông, Đại tá Thomas Dubose đều xác định vật liệu này là những mảnh diều của bóng thám không. Nhân viên thời tiết của FWAAF đang làm nhiệm vụ giải thích với các phóng viên rằng các thiết bị "tia gió" như vậy đã được sử dụng tại khoảng 80 trạm thời tiết trên cả nước. Những quả bóng bay được gắn vào một thiết bị phản chiếu sáu cánh trông giống như một ngôi sao bạc. Sau khi phóng, khinh khí cầu nở ra với độ cao tăng dần trước khi nổ tung thành từng mảnh ở độ cao khoảng 60.000 feet rồi phân tán khi rơi xuống đất.
Ngày 9 tháng 7, Brazel nói với tờ Roswell Daily Record rằng những mảnh vỡ này bao gồm "khu vực rộng lớn của đống đổ nát sáng chói được tạo thành từ các dải cao su, giấy thiếc, một loại giấy khá cứng và que". Ông ít chú ý đến nó nhưng sau đó có quay lại với vợ và con gái mình hòng thu thập một số mảnh vỡ.
Ngày 9 tháng 7, Marcel giải thích: "[Chúng tôi] đã dành vài giờ vào chiều thứ Hai [ngày 7 tháng 7] để tìm kiếm thêm bất kỳ bộ phận nào của thiết bị thời tiết", Marcel nói. "Chúng tôi tìm thấy thêm một vài mảnh giấy thiếc và cao su". Ngày hôm đó có thông tin cho rằng Brazel đã trình báo về mảnh vỡ sau khi nghe báo cáo về "đĩa bay" và tự hỏi liệu đó có phải là thứ mình nhặt được không, sau đó đi xem. Cảnh sát trưởng Wilcox tỏ ra "thì thầm một cách bí mật" rằng anh ta có thể đã tìm thấy một chiếc đĩa bay.

## Thuyết âm mưu

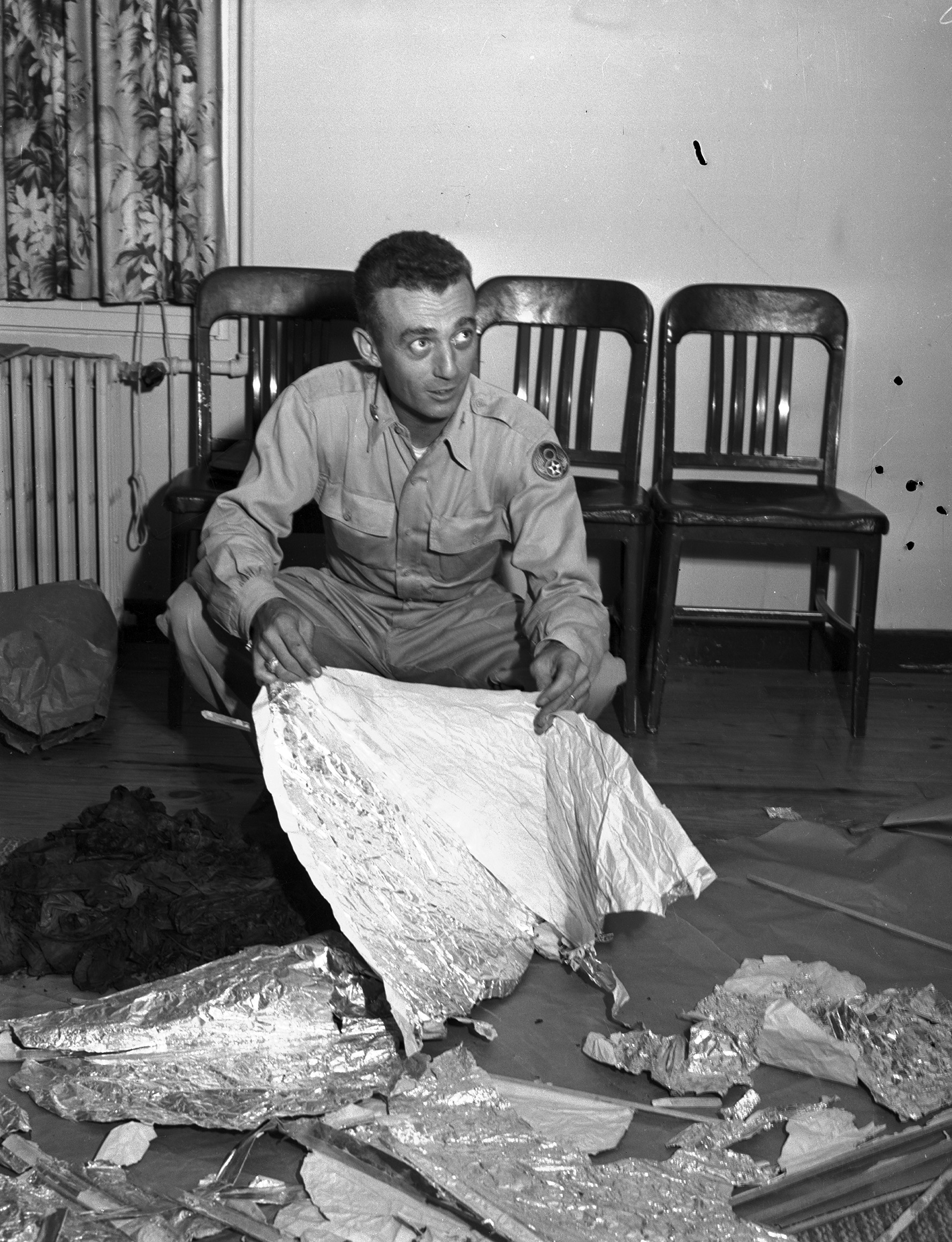
Tại sân bay Lục quân Fort Worth, Thiếu tá Jesse A. Marcel tạo dáng bên những mảnh vỡ vào ngày 8 tháng 7 năm 1947.

Sau những tường thuật đầu tiên trên báo chí vào năm 1947, sự kiện Roswell dần xa khỏi sự chú ý của công chúng trong hơn 30 năm, khi sự quan tâm trở lại vào cuối những năm 1970. Biến cố Roswell đã được đưa lên phim, chương trình truyền hình và sách báo. Trong bối cảnh các thuyết âm mưu ngày càng phức tạp, nhiều trò lừa bịp và truyền thuyết về "thi thể người ngoài hành tinh" đã được đưa vào thần thoại Roswell. Xu hướng này lên đến đỉnh điểm vào năm 1995 với cảnh quay có chủ đích về "Khám nghiệm tử thi người ngoài hành tinh" (Alien Autopsy), mà các nhà làm phim sau đó tiết lộ là một trò lừa bịp (mặc dù họ thích thuật ngữ "tái thiết" hơn).

### Mối quan tâm mới (1978)
Tháng 2 năm 1978, nhà nghiên cứu UFO Stanton Friedman đã tới phỏng vấn Jesse Marcel, người duy nhất được biết đã đi cùng với số mảnh vỡ Roswell từ nơi nó được trục vớt đến Fort Worth, và cũng là địa điểm mà giới phóng viên nhìn thấy vật liệu nghi là một phần của vật thể được trục vớt. Những tuyên bố của Marcel mâu thuẫn với phát ngôn của ông với cánh báo chí năm 1947.
Tháng 11 năm 1979, cuộc phỏng vấn quay phim đầu tiên của Marcel được giới thiệu trong một bộ phim tài liệu có tựa đề "UFO's Are Real", do Friedman đồng biên kịch. Phim được phát hành hạn chế nhưng sau đó đã được cung cấp để phát sóng. Ngày 28 tháng 2 năm 1980, tờ báo lá cải giật gân National Enquirer đã thu hút sự chú ý trên diện rộng đến câu chuyện của Marcel. Ngày 20 tháng 9 năm 1980, chương trình truyền hình In Search of... đã phát sóng một cuộc phỏng vấn trong đó Marcel mô tả việc ông tham gia cuộc họp báo năm 1947:
"Họ muốn có một số bình luận từ tôi, nhưng tôi không có quyền làm điều đó. Vì vậy, tất cả những gì tôi có thể làm là im lặng. Và Tướng Ramey là người đã thảo luận – nói với các tờ báo, ý tôi là người đưa tin, nó là gì, và hãy quên nó đi. Nó không gì khác hơn là một quả bóng quan sát thời tiết. Tất nhiên, cả hai chúng tôi đều biết khác nhau".
Marcel đã có cuộc phỏng vấn cuối cùng với loạt phim tài liệu America Undercover của HBO phát sóng vào tháng 8 năm 1985. Trong tất cả các tuyên bố của mình, Marcel luôn phủ nhận sự hiện diện của những thi thể này. Từ năm 1978 đến đầu thập niên 1990, các nhà nghiên cứu UFO như Stanton T. Friedman, William Moore, Karl T. Pflock và nhóm của Kevin D. Randle và Donald R. Schmitt đã phỏng vấn hàng chục người tuyên bố có liên quan đến các sự kiện ở Roswell năm 1947.

### The Roswell Incident(1980)

Cuốn sách The Roswell Incident năm 1980 đưa ra tuyên bố đầu tiên rằng "các thi thể người ngoài hành tinh" có liên quan đến Roswell.

Tháng 10 năm 1980, câu chuyện của Marcel được đăng trong cuốn The Roswell Incident của Charles Berlitz và William Moore. Các tác giả trước đây từng viết những cuốn sách nổi tiếng về các chủ đề phi chính thống như Thí nghiệm Philadelphia và Tam giác Bermuda. Mặc dù không được công nhận nhưng Friedman đã thực hiện một số nghiên cứu cho cuốn sách này.
Câu chuyện của cuốn sách kể rằng một chiếc phi thuyền của người ngoài hành tinh đang bay qua sa mạc New Mexico để quan sát hoạt động vũ khí hạt nhân của Mỹ, nhưng bị rơi sau khi bị sét đánh, giết chết những người ngoài hành tinh trên tàu; sự che đậy của chính phủ đã được thực hiện một cách hợp lý. Nhà sử học Kathy Olmsted viết rằng câu chuyện trong cuốn sách này được coi là "phiên bản 1" của huyền thoại Roswell. Câu chuyện của Berlitz và Moore chiếm ưu thế cho đến cuối thập niên 1980 khi các tác giả khác, bị thu hút bởi tiềm năng thương mại của việc viết về Roswell, bắt đầu tạo ra những tác phẩm cạnh tranh.

#### Mảnh vỡ đĩa bay và vụ che đậy
The Roswell Incident bao gồm các tài liệu về những mảnh vỡ được Marcel mô tả là "không có gì được tạo ra trên Trái Đất này". Những lời tường thuật bổ sung của Bill Brazel, con trai của chủ trang trại Mac Brazel, người hàng xóm Floyd Proctor và Walt Whitman Jr., con trai của phóng viên W. E. Whitman đã phỏng vấn Mac Brazel, cho rằng vật liệu mà Marcel thu hồi được có sức mạnh siêu phàm không liên quan đến khinh khí cầu thời tiết.
Cuốn sách đưa ra lập luận rằng các mảnh vỡ được Marcel thu hồi tại trang trại Foster, có thể nhìn thấy trong những bức ảnh này thể hiện cảnh Marcel tạo dáng với các mảnh vỡ, được thay thế bằng những mảnh vỡ từ thiết bị thời tiết như một phần của vụ che đậy. Cuốn sách cũng khẳng định rằng những mảnh vỡ được thu hồi từ trang trại không được báo chí cho phép kiểm tra chặt chẽ. Những nỗ lực của quân đội được mô tả là nhằm mục đích làm mất uy tín và "chống lại hội chứng cuồng loạn ngày càng tăng đối với đĩa bay". Hai câu chuyện về sự đe dọa của nhân chứng đã được đưa vào cuốn sách, bao gồm cả việc Mac Brazel bị giam giữ.
Các tác giả tuyên bố đã phỏng vấn hơn 90 nhân chứng, mặc dù lời khai của chỉ có 25 người xuất hiện trong sách. Chỉ có bảy người trong số này tuyên bố đã nhìn thấy mảnh vỡ. Trong số này, năm người khẳng định có nhặt thử.

#### Lần đầu đề cập đến thi thể người ngoài hành tinh
The Roswell Incident (1980) là cuốn sách đầu tiên giới thiệu những câu chuyện lỗi thời gây tranh cãi của kỹ sư xây dựng Grady "Barney" Barnett và một nhóm sinh viên khảo cổ học từ một trường đại học không xác định gặp phải đống đổ nát và "thi thể người ngoài hành tinh" khi ở Đồng bằng San Agustin trước khi được quân đội hộ tống đi. Những câu chuyện lỗi thời về Barnett được giới nghiên cứu UFO mô tả là "một khía cạnh của lời kể dường như mâu thuẫn với câu chuyện cơ bản về việc thu hồi những mảnh vỡ cực kỳ bất thường từ một trang trại cừu nằm bên ngoài Corona, New Mexico vào tháng 7 năm 1947".
Nhiều tài liệu được cho là tường thuật trực tiếp về biến cố Roswell thực sự chứa thông tin từ sự kiện UFO Aztec, New Mexico, một vụ rơi đĩa bay bịa đặt đã gây tai tiếng toàn quốc sau khi được nhà báo Frank Scully quảng bá trong các bài viết của ông và cuốn sách năm 1950 Behind the Flying Saucers. Trò lừa bịp bao gồm những câu chuyện về thi thể hình người và kim loại có đặc tính khác thường.

### UFO Crash at Roswell(1991)

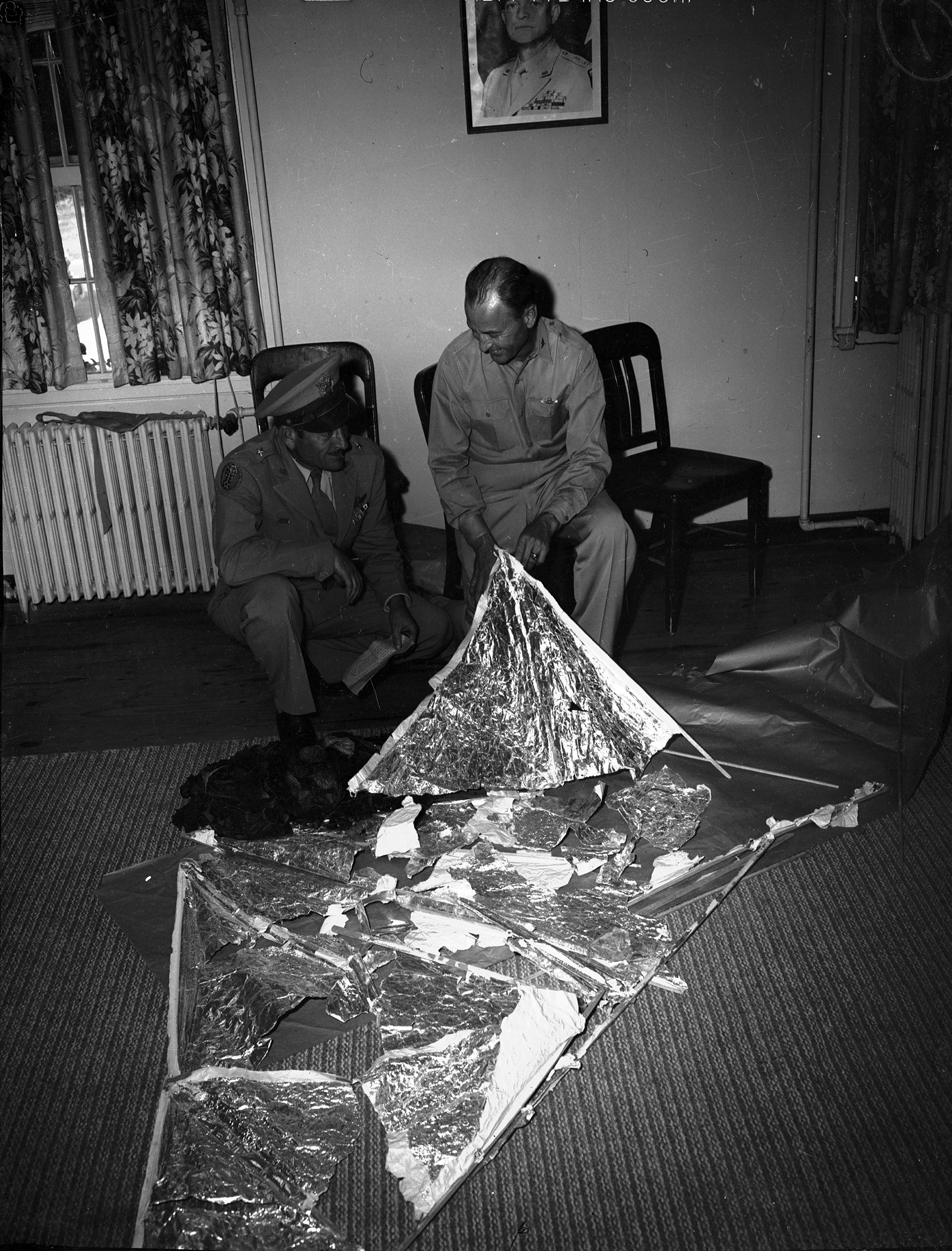
Chuẩn tướng Roger Ramey, trái, và Đại tá Thomas J. DuBose tạo dáng bên những mảnh vỡ.

Năm 1991, Kevin Randle và Donald Schmitt xuất bản cuốn UFO Crash at Roswell. Họ bổ sung thêm lời khai từ 100 nhân chứng mới, bao gồm cả những người đã báo cáo về một hoạt động thu hồi mảnh vỡ và hàng rào quân sự phức tạp tại trang trại Foster. Cuốn sách bao gồm những tuyên bố mới về một "vết khoét... kéo dài bốn hoặc năm trăm feet [120 hoặc 150 m]" tại trang trại này.
Randle và Schmitt kể lại rằng Tướng Arthur Exon đã trực tiếp biết về các mảnh vỡ và thi thể, nhưng Exon phản bác mô tả của ông, nói rằng nhận xét của ông chỉ dựa trên những tin đồn cũ rích. Cuốn sách năm 1991 đã bán được 160.000 bản và làm nền cho bộ phim truyền hình Roswell năm 1994. Cũng trong năm 1991, Chuẩn tướng Không quân Mỹ đã nghỉ hưu Thomas DuBose tạo dáng với các mảnh vỡ để chụp ảnh báo chí vào năm 1947, đã công khai thừa nhận câu chuyện trang bìa về bóng bay thời tiết, chứng thực cho những thừa nhận trước đó của Marcel.
Lời kể về "thi thể người ngoài hành tinh" của Barnett đã được đề cập trong cuốn sách năm 1991, mặc dù ngày tháng và địa điểm đã được thay đổi so với lời kể được tìm thấy trong cuốn The Roswell Incident năm 1980. Trong tài liệu mới này, Brazel được mô tả là người dẫn đầu Quân đội đến địa điểm vụ tai nạn thứ hai trong trang trại, lúc đó các nhân viên Quân đội được cho là "kinh hoàng khi tìm thấy thường dân [bao gồm cả Barnett] ở đó."

#### Lời kể từ nhân chứng có mục đích của Mortician

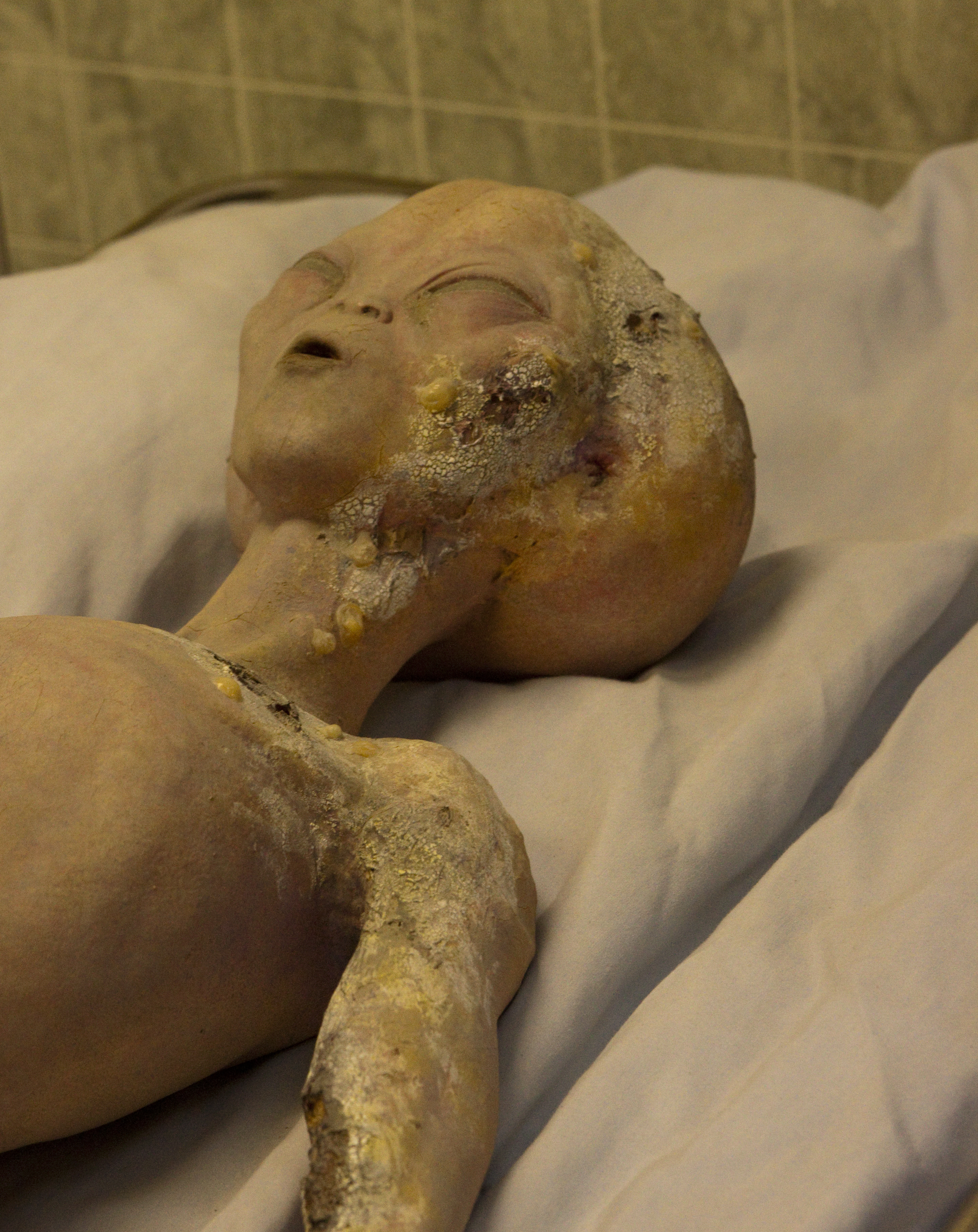
Thi thể người ngoài hành tinh xám tại bảo tàng UFO của Glenn Dennis ở Roswell.

UFO Crash at Roswell (1991) nổi bật với câu chuyện về người hộ tang Glenn Dennis. Ngày 20 tháng 9 năm 1989, một tập của Unsolved Mysteries bao gồm những câu chuyện cũ về "Barney" Barnett nhìn thấy thi thể người ngoài hành tinh bị Quân đội bắt giữ. Người hộ tang Dennis đã gọi đến đường dây nóng của chương trình và tuyên bố biết về các sự kiện. Dennis tuyên bố đã nhận được "bốn hoặc năm cuộc gọi" từ Căn cứ Không quân với các câu hỏi về việc bảo quản thi thể và chất vấn về những chiếc quan tài nhỏ hoặc được hàn kín; anh ta còn tuyên bố rằng một y tá địa phương đã kể cho anh ta nghe là cô ấy đã chứng kiến một "cuộc khám nghiệm tử thi của người ngoài hành tinh". Những câu chuyện của Dennis về khám nghiệm tử thi người ngoài hành tinh ở Roswell là tài liệu đầu tiên cáo buộc xác chết của người ngoài hành tinh tại Căn cứ Không quân Lục quân Roswell. Pflock nhận xét rằng câu chuyện của Dennis "nghe giống như một bộ phim kinh dị hạng B do Oliver Stone nghĩ ra".
Tháng 9 năm 1991, Dennis đồng sáng lập một bảo tàng UFO ở Roswell cùng với cựu nhân viên quan hệ công chúng RAAF Walter Haut và Max Littell, một nhân viên kinh doanh bất động sản. Dennis xuất hiện trong nhiều bộ phim tài liệu lặp lại câu chuyện của mình.
Randle coi Glenn Dennis là một trong những nhân chứng Roswell "kém đáng tin cậy nhất". Randle nói rằng Dennis không đáng tin cậy "vì đã thay đổi tên của y tá khi chúng tôi đã chứng minh rằng cô ấy không tồn tại".
Tác giả hoài nghi khoa học Brian Dunning đồng tình rằng Dennis không thể được coi là một nhân chứng đáng tin cậy, vì dường như anh ta đã đợi hơn 40 năm trước khi bắt đầu kể lại một loạt sự kiện không liên quan đến nhau. Dunnings lập luận rằng những sự kiện như vậy sau đó được kết hợp một cách tùy tiện để tạo nên cái sẽ trở thành câu chuyện phổ biến nhất về vụ tai nạn của người ngoài hành tinh. Một số nhà nghiên cứu UFO nổi tiếng bao gồm Karl T. Pflock, Kent Jeffrey, và William L. Moore đã tin rằng không có người ngoài hành tinh hay tàu vũ trụ của người ngoài hành tinh nào liên quan đến vụ tai nạn ở Roswell cả.

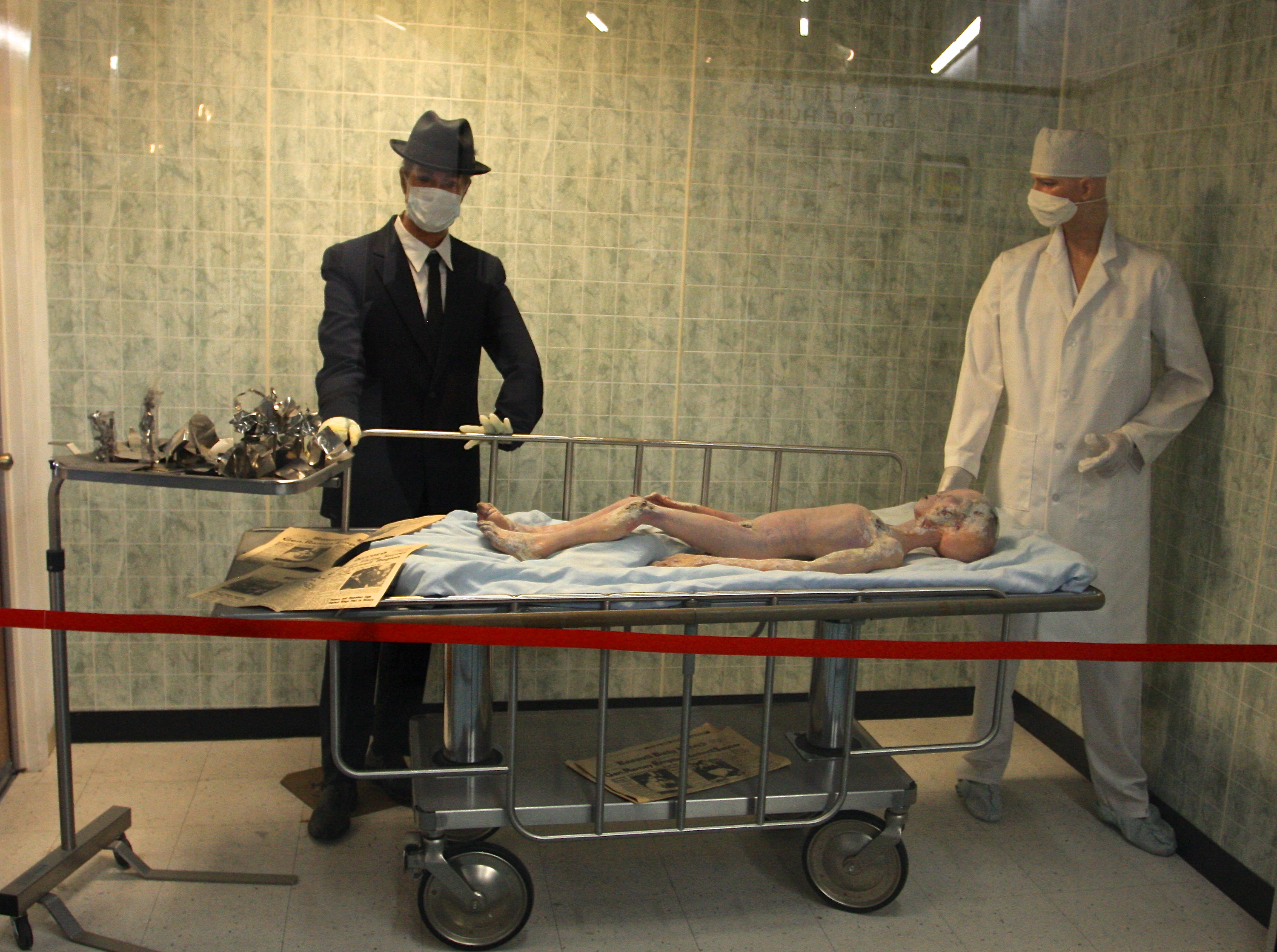
Triển lãm thi thể người ngoài hành tinh tại Bảo tàng UFO của Glenn Dennis ở Roswell.

### Đua tranh tài liệu và sự chia rẽ (1992)
Năm 1992, Stanton Friedman cho phát hành cuốn Crash at Corona, đồng tác giả với Don Berliner. Cuốn sách giới thiệu những "nhân chứng" mới và thêm vào câu chuyện bằng cách tăng gấp đôi số lượng đĩa bay lên hai, và số lượng người ngoài hành tinh lên tám – hai trong số đó được cho là đã sống sót và bị chính phủ bắt giữ. Năm 1994, Randle và Schmitt là tác giả của một cuốn sách khác mang tên The Truth about the UFO Crash at Roswell có kể rằng số thi thể người ngoài hành tinh đều được đưa lên máy bay chở hàng để Dwight D. Eisenhower tới xem.
Sự tồn tại của rất nhiều tài liệu khác nhau đã dẫn đến sự chia rẽ giữa các nhà nghiên cứu UFO về các sự kiện ở Roswell. Trung tâm Nghiên cứu UFO (CUFOS) và Mạng lưới UFO Song phương (MUFON), hai hiệp hội UFO hàng đầu, không đồng ý về quan điểm của họ về các kịch bản khác nhau do Randle–Schmitt và Friedman–Berliner trình bày; một số hội nghị đã được tổ chức để cố gắng giải quyết những khác biệt. Một vấn đề đang được thảo luận là Barnett ở nơi nào khi anh ta nhìn thấy con tàu của người ngoài hành tinh mà anh ta được cho là đã gặp phải. Một hội nghị về UFO năm 1992 đã cố gắng đạt được sự đồng thuận giữa các kịch bản khác nhau được mô tả trong Crash at Corona và UFO Crash at Roswell; tuy nhiên, việc xuất bản cuốn The Truth About the UFO Crash at Roswell "đã "giải quyết" vấn đề Barnett bằng cách phớt lờ Barnett và trích dẫn một địa điểm mới để thu hồi phi thuyền ngoài hành tinh, bao gồm một nhóm các nhà khảo cổ học mới không liên quan đến những nhóm mà câu chuyện Barnett đã trích dẫn.

### Phản ứng của Không quân Mỹ (1994–1997)

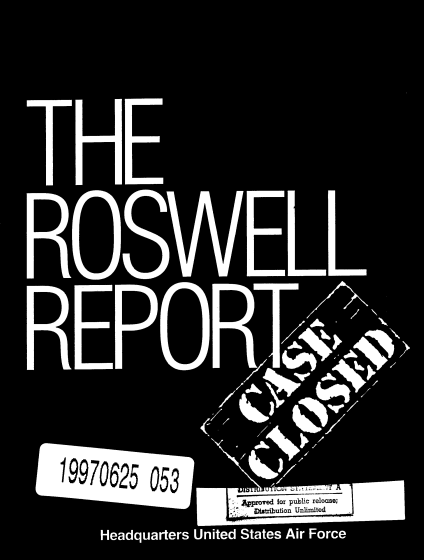
Năm 1997, một báo cáo của Chính phủ Mỹ kết luận rằng Biến cố Roswell bắt nguồn từ khinh khí cầu của Dự án MOGUL và các hình nộm thử nghiệm.

Sau các cuộc điều tra của Quốc hội Mỹ, Cơ quan Kiểm toán Tổng hợp đã tiến hành một cuộc điều tra và chỉ đạo Văn phòng Bộ trưởng Không quân Hoa Kỳ tiến hành một cuộc điều tra nội bộ. Kết quả được tóm tắt trong hai báo cáo. Báo cáo đầu tiên, phát hành năm 1994, kết luận rằng vật liệu được thu hồi vào năm 1947 có thể là mảnh vụn từ Dự án Mogul, một chương trình giám sát quân sự sử dụng khinh khí cầu cao độ (và một phần được phân loại của một dự án chưa được giới nghiên cứu khí quyển phân loại của Đại học New York). Báo cáo thứ hai, công bố năm 1997, kết luận rằng các báo cáo về thi thể người ngoài hành tinh được thu hồi có thể là sự kết hợp giữa những ký ức được biến đổi một cách ngây thơ về các vụ tai nạn liên quan đến thương vong quân sự với ký ức về việc thu hồi các hình nộm được nhân hóa trong các chương trình quân sự như Chiến dịch High Dive trong thập niên 1950, xen lẫn với những trò lừa bịp do nhiều nhân chứng và những người ủng hộ UFO thực hiện. Những tác động tâm lý của việc dồn nén thời gian và nhầm lẫn về thời điểm các sự kiện xảy ra đã giải thích sự khác biệt giữa các năm được đề cập.
Đến thập niên 1990, một sự đồng thuận của giới học thuật đã kết luận rằng quân đội đã quyết định che giấu mục đích thực sự của thiết bị bị rơi—giám sát thử nghiệm hạt nhân—và thay vào đó thông báo cho công chúng rằng vụ tai nạn là do bóng thám không. Những quả bóng này đã được phóng từ Sân bay Lục quân Alamogordo một tháng trước đó. Nó mang theo một tấm phản xạ radar và các cảm biến tuyệt mật của Dự án Mogul để giám sát thử nghiệm các cuộc thử nghiệm hạt nhân của Liên Xô.
Các báo cáo của Không quân đã bị những người ủng hộ UFO bác bỏ vì coi đó là thông tin sai lệch hoặc đơn giản là không hợp lý, mặc dù các nhà nghiên cứu hoài nghi như Philip J. Klass và Robert Todd đều bày tỏ sự nghi ngờ về lời kể người ngoài hành tinh trong vài năm, đã sử dụng các báo cáo này như cơ sở cho những phản ứng hoài nghi đối với những tuyên bố của những người ủng hộ UFO. Sau khi các báo cáo của Không quân được công bố, một số cuốn sách, chẳng hạn như cuốn The Roswell UFO Crash: What They Don't Want You To Know (1997), của Kal Korff, được xây dựng dựa trên bằng chứng trình bày trong các báo cáo để đưa ra kết luận "không có bằng chứng đáng tin cậy nào từ bất kỳ nhân chứng nào chứng minh được rằng vật thể đó có nguồn gốc từ ngoài Trái Đất."

### Đoạn phim khám nghiệm tử thi người ngoài hành tinh (1995)

Bìa đoạn băng VHS của phim Alien Autopsy: Fact or Fiction

Năm 1995, đoạn phim có nội dung chiếu cảnh khám nghiệm tử thi người ngoài hành tinh và nghi là đã bị quan chức quân sự Mỹ chụp lại ngay sau vụ Roswell được Ray Santilli, doanh nhân bán video có trụ sở tại Luân Đôn, công bố. Đoạn phim đã gây chấn động quốc tế khi được phát sóng trên các mạng truyền hình trên toàn thế giới. Santilli thừa nhận vào năm 2006 rằng bộ phim chủ yếu là một bản dựng lại, nhưng vẫn tiếp tục khẳng định nó dựa trên những cảnh quay chân thực hiện đã bị thất lạc và một số khung hình gốc được cho là vẫn còn sót lại. Một phiên bản hư cấu của quá trình tạo ra đoạn phim và việc phát hành nó đã được kể lại trong bộ phim hài Alien Autopsy (2006).

### The Day After Roswell(1997)
Năm 1997, cựu Trung tá Philip J. Corso đã tường thuật trong cuốn tự truyện The Day After Roswell của mình rằng Vụ tai nạn Roswell đã xảy ra và khi ông được bổ nhiệm đến Fort Riley (Kansas) vào tháng 7 năm 1947, một Trung sĩ đã cho ông xem những thi thể được cho là không phải con người sau một "tai nạn hàng không". Corso còn tuyên bố thêm rằng nhiều năm sau, ông đã giúp giám sát một dự án kỹ nghệ đảo ngược giúp phục hồi các mảnh vỡ sau vụ tai nạn này. Philip J. Klass đã phân tích từng dòng tuyên bố của ông và phát hiện ra nhiều điểm mâu thuẫn và sai sót về thực tế. Câu chuyện của Corso được chú ý vì có những điểm tương đồng với bộ phim Terminator 2: Judgment Day đã được phát hành sáu năm trước; Trong bộ phim đó, những người dân thường bí mật cố gắng đảo ngược kỹ nghệ phi thường không rõ nguồn gốc.

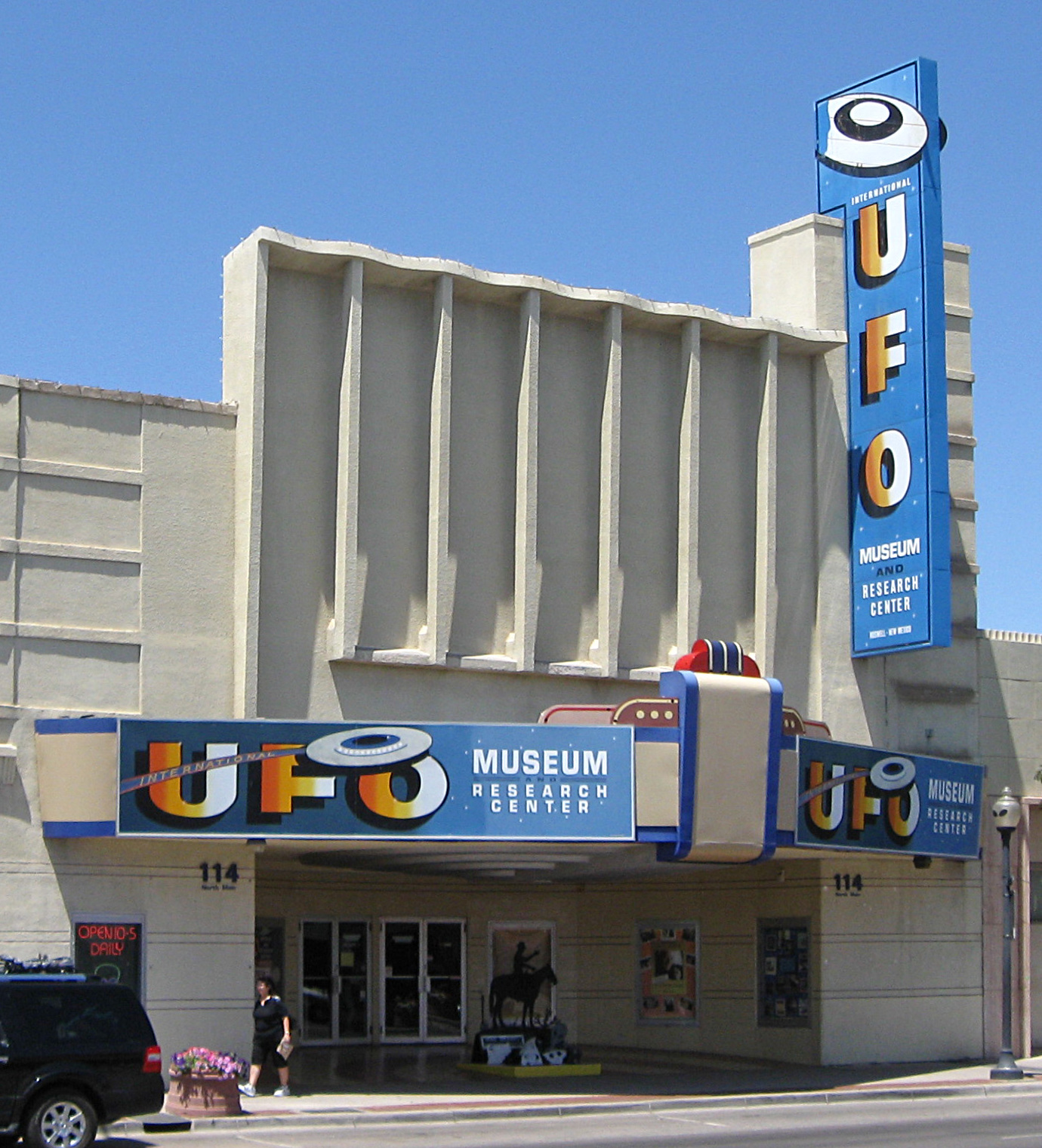
Năm 1991, Glenn Dennis và Walter Haute mở bảo tàng UFO ở Roswell.

### Thuyết âm mưu Stalin-Mengele (2011)

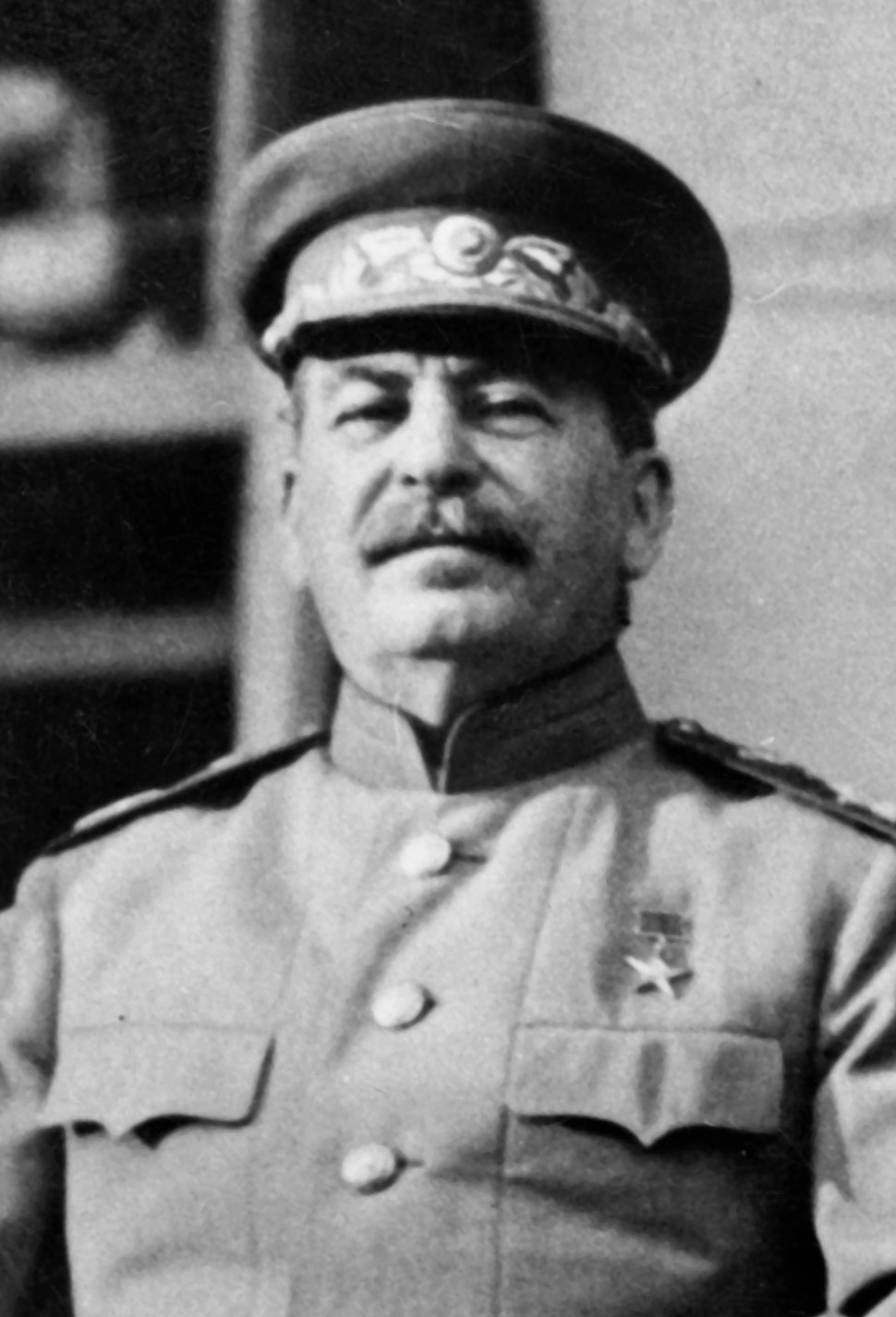
Ảnh chụp Joseph Stalin năm 1943.

#### Người ngoài hành tinh Xám và hội chứng ký ức giả

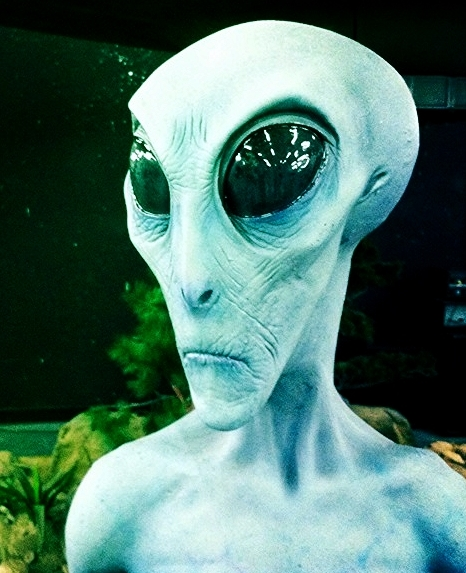
Một "Người ngoài hành tinh Xám" điển hình được mô tả tại bảo tàng của Dennis & Haute ở Roswell.